# فابيان كاريزو
فابيان كاريزو (بالإسبانية: Fabián Carrizo)‏ هو لاعب كرة قدم أرجنتيني، ولد في 27 يونيو 1966 في تيغري في الأرجنتين. لعب مع بوكا جونيورز.